# Арно дьо Торож
Арно де Тороха (де Торож)  е Велик магистър на Тамплиерите от 1181 до 1184 г.
Храмовник с дългогодишна кариера на Пиренейския полуостров във военните кампании на Реконкистата. По време на неговото управление възникват конфликти между Ордена на тамплиерите и Ордена на хоспиталиерите. С разрешаването на конфликта се ангажират папа Луций III и крал Бодуен IV, като в крайна сметка успяват. Арно дьо Торож умира от заболяване, докато полага усилия за организиране на нов кръстоносен поход.